# Corrent de polarització
Corrent de polarització, senyal de bias o, simplement, bias és d'un senyal d'àudio no audible que indueix el magnetisme a la zona lineal de la corba d'histèresi. Sense el senyal de bias, el material sobre el qual s'ha magnetitzat comptaria amb menys romanència magnètica. La romanència magnètica és la capacitat d'un material per retenir el magnetisme que li ha estat induït.